# 라우니온 (칠레)
라우니온(스페인어: La Unión)는 칠레 로스리오스 주 랑코 현의 코무나이다.